# 줄리아나 데 시오
줄리아나 데 시오(Giuliana De Sio, 1956년 4월 2일 ~ )는 이탈리아의 배우이다. 다비드 디 도나텔로상 여우주연상 2회(1983년, 1992년), 1983 나스트로 디아르젠토 여우주연상 수상자이다.

## 대표 작품
- 쇼팽 (Sciopèn, 1982)
- Io, Chiara e lo Scuro (1982)
- 늦어서 미안합니다 (Scusate il ritardo, 1983)
- 카티바 (Cattiva, 1991)